# Pointe sèche

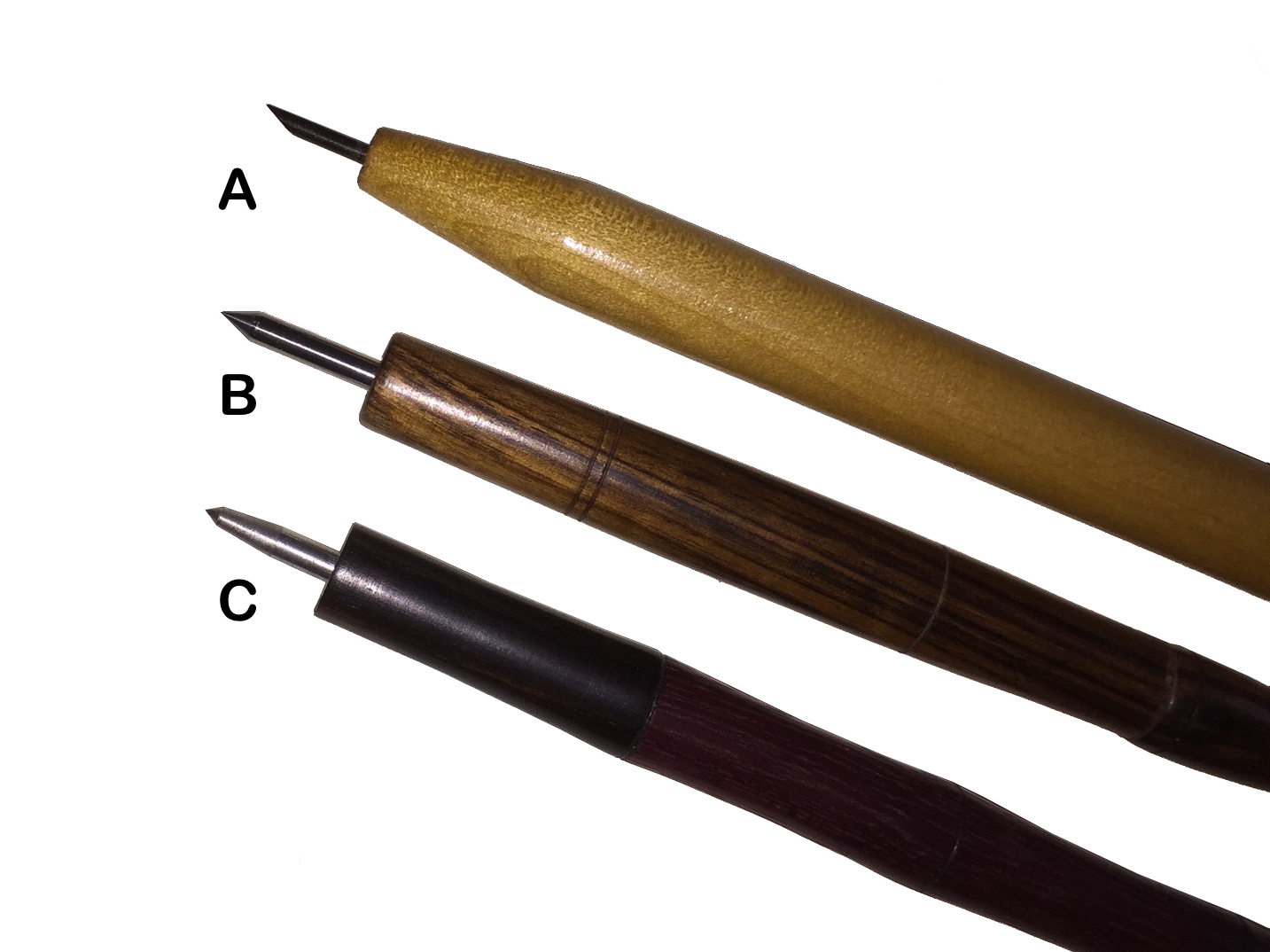
Pointes sèches utilisées en gravure : A. Acier ; B. Carbure ; C. Diamant.

La pointe sèche est à la fois un outil et le terme désignant un procédé de gravure en taille-douce, permettant l'impression d'estampes. 

## Technique

### Outils

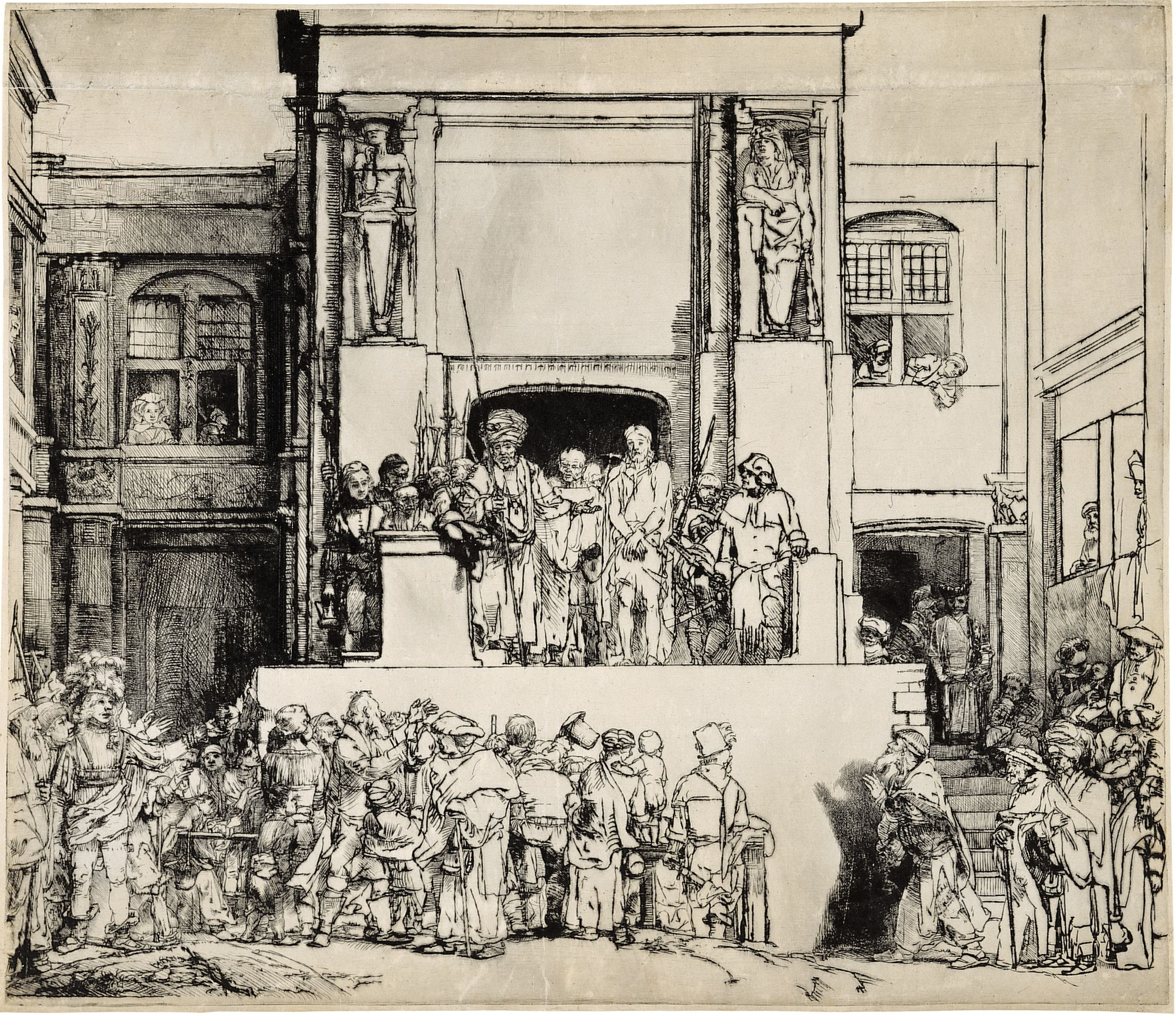
Ecce homo, 1655, pointe sèche de Rembrandt.

Le terme « pointe sèche » désigne un outil pointu dont l’extrémité sert à graver des traits dans une plaque de métal (la matrice). Cette pointe, affutée en aiguille ou taillée à facettes, peut être façonnée dans plusieurs matériaux : acier, carbure de tungstène, céramique, ou en diamant. Elle doit être très aiguisée et très coupante.
La grosseur de la pointe impacte la finesse des tailles obtenues. Pour les traits fins, minutieux et précis, les pointes en diamant sont les plus appropriées. 

### Maniement
La pointe sèche est un procédé de taille directe : le graveur attaque directement la surface de la matrice. À l'aide de la pointe, il griffe ou raye le métal, formant un creux ou sillon (la taille) bordée de bourrelets, appelés « barbes ». Contrairement au burin, autre outil utilisé en taille-douce, la pointe sèche ne retire pas de métal, elle ne fait que le déplacer. 
Les barbes jouent un rôle important dans le rendu : au moment de l'encrage, le métal déchiqueté retient l'encre et confère aux tailles leur aspect velouté. Les barbes caractérisent donc la technique. 
Il est néanmoins possible de retirer les barbes pour obtenir un rendu plus précis : pour cela, le graveur utilise un ébarboir ou un grattoir. L'aspect velouté des tailles disparaît alors. 
La pointe sèche se manie très différemment d'un burin : ici, le graveur est plus libre de l'angle d'attaque de la plaque. Dans le cadre d'une taille directe, le maniement de la pointe sèche n'est pas non plus celui d'un crayon car il est nécessaire que celle-ci puisse vaincre la résistance de la plaque de métal. Le rendu reste néanmoins assez spontané, proche de celui du dessin : il s'agit principalement d'une technique employée dans la gravure originale ou artistique. 
Le travail sur la plaque se fait à main levée ou avec un appuie-main, en veillant à ne pas abimer les barbes les plus fragiles. Selon Béguin, certains artistes ont travaillé sur chevalet. Il est déconseillé de multiplier les états pendant l'élaboration de la gravure, en raison de la fragilité des barbes.

### Supports utilisés: matrices en cuivre, zinc et plastique
Historiquement, la pointe sèche a été employée pour graver des matrices en métal, principalement en cuivre. Il est possible de graver le zinc, plus mou et donc plus facile à travailler, mais qui s'use rapidement à l'impression. Dans l'estampe contemporaine, la pointe sèche peut être utilisée sur des matrices en plastique - et notamment sur plexiglas. 

### Impression
Après réalisation de la gravure, la matrice doit être encrée et essuyée afin de procéder à l'impression sur papier. La présence des barbes rend l'opération délicate : l'imprimeur doit veiller à ajuster la quantité d'encre pour obtenir le résultat voulu par l'artiste. Trop peu d'encre ne permettra pas de révéler le caractère velouté du trait, tandis qu'un excès d'encre rend le dessin peu lisible et risque de faire baver les tailles. 
Les barbes, très fragiles, sont endommagées par l'essuyage puis le passage sous presse : elles s'écrasent progressivement, ce qui modifie le rendu à chaque impression et lui fait perdre sa délicatesse. Aussi, le nombre de tirages d'une pointe sèche est très limité, généralement autour d'une dizaine, avant que la matrice ne s'use. L'on peut alors ébarber les tailles pour prolonger le tirage, avec un rendu à l'impression néanmoins différent. 

### Aciérage des matrices
Pour augmenter le nombre d'épreuves imprimées à partir d'une matrice gravée à la pointe sèche, il est possible de procéder à un aciérage de la plaque par électrolyse : il s'agit de recouvrir la plaque de cuivre d'une très fine couche d'acier qui renforce sa dureté. Ainsi, les barbes deviennent plus résistantes et supportent un nombre supérieur d'impression. 

### Variantes et techniques mixtes
La pointe sèche peut être utilisée pour ébaucher une composition sur cuivre dans le cadre de la réalisation d'une taille-douce au burin. Ce travail  préparatoire disparaît alors à mesure que le graveur réalise les tailles au burin. 
L'outil peut également être utilisé pour griffer le vernis dans le cadre de la réalisation d'une gravure à l'eau-forte : la pointe ne sert alors qu'à entamer le vernis, et non à attaquer directement la matrice de métal. 
La pointe sèche peut enfin être employée conjuguée à d'autres techniques de gravure en creux, telle que la manière noire, l'eau-forte ou l'aquatinte, par exemple pour effectuer des retouches. 

## Histoire

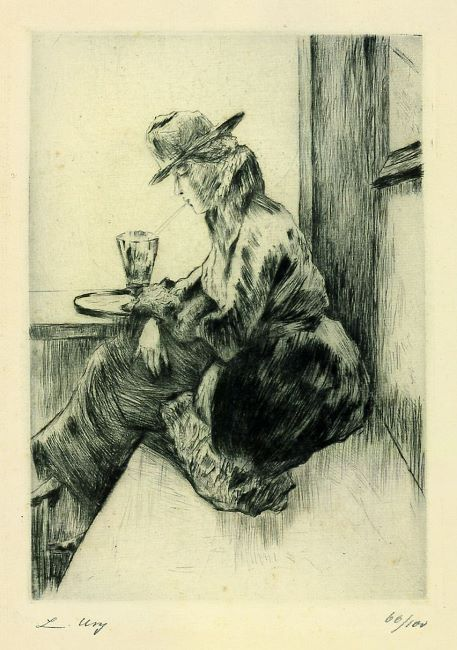
Dame im Café (1919-1921), pointe sèche de Lesser Ury.

Dürer est considéré comme l'artiste ayant employé le premier cette technique de manière significative. Il l'emploie notamment en 1512 pour la réalisation de plusieurs estampes de relatif grand format (« La sainte Parentée », « L'homme de douleur », « Saint Jérôme au saule ». Avant lui, le Maître du Livre de Raison avait déjà expérimenté la pointe sèche. 
Au XVIIe siècle, Rembrandt emploie la pointe sèche pour donner une atmosphère plus tragique à certaines scènes gravées, et notamment aux derniers états des Trois croix.
L'âge d'or de la technique se situe à la fin du XIXe siècle : elle est abondamment employée par des peintres graveurs. Mary Cassatt la combine à l'aquatinte dans des compositions en couleurs. 
Elle est toujours employée au XXe siècle et dans l'estampe contemporaine.

Quelques pointes sèches en couleurs
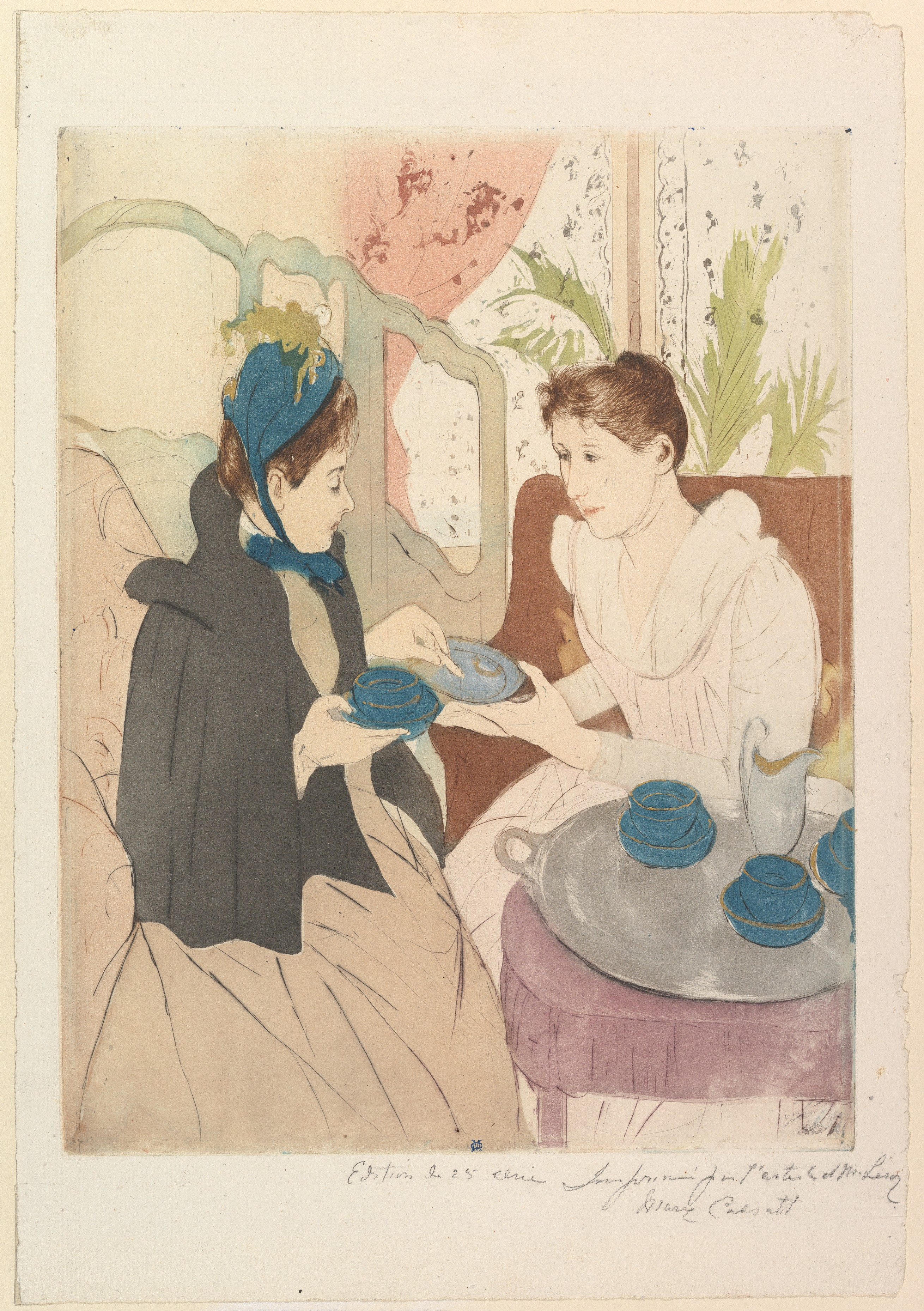
Mary Cassatt, Afternoon Tea Party, 1891, pointe sèche et aquatinte en 3 couleurs.
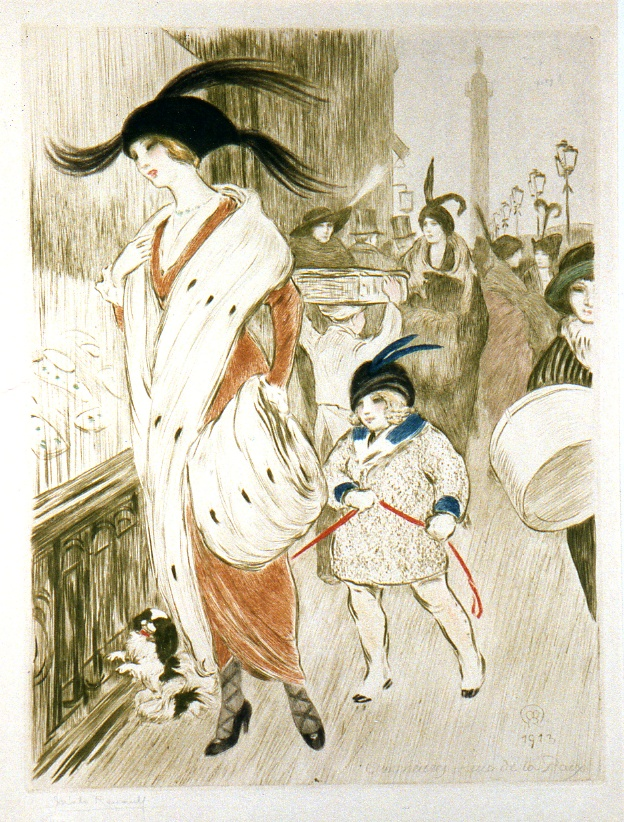
Malo-Renault, Cinq heures rue de la Paix, 1912, pointe sèche en couleurs.
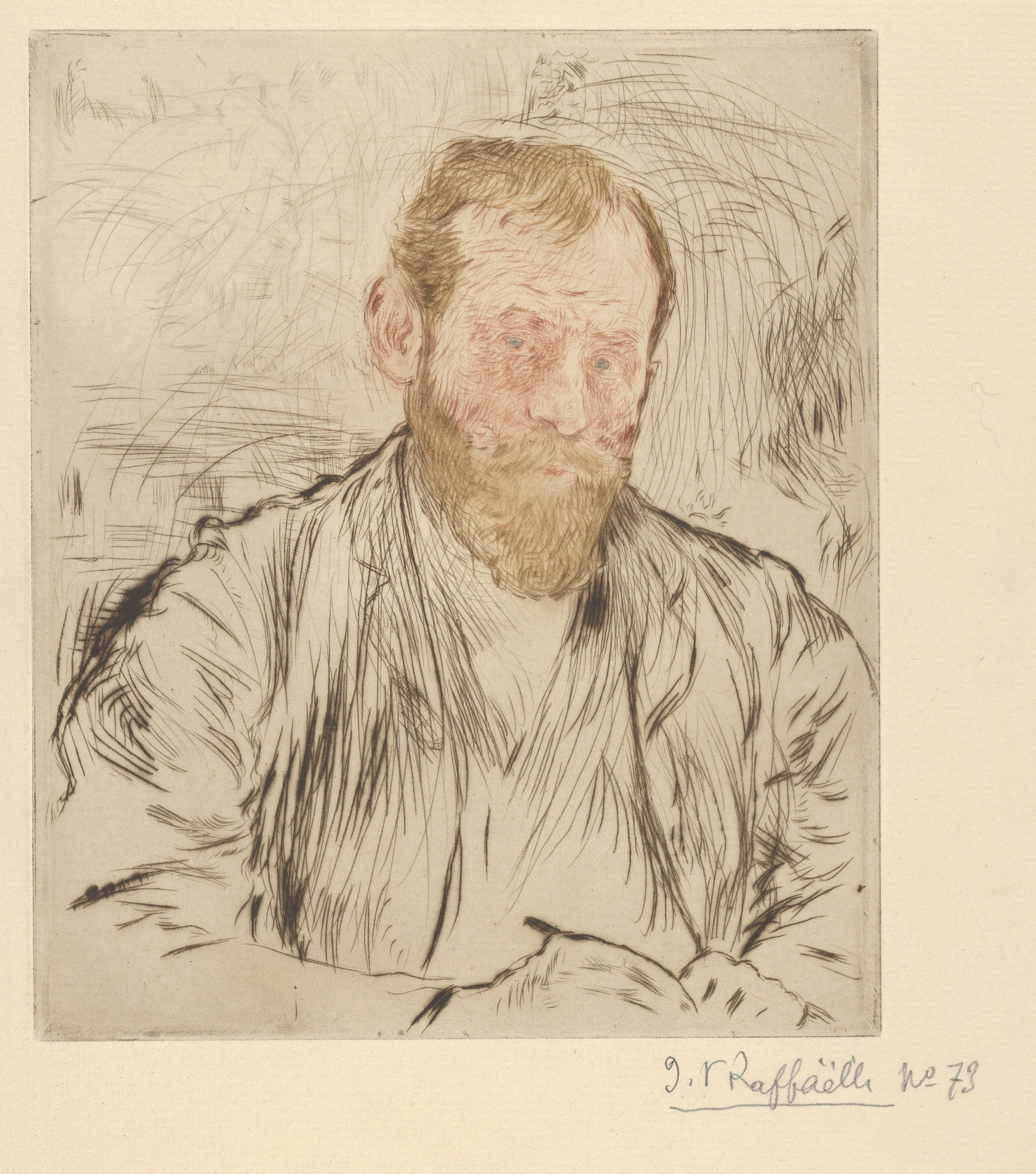
Jean-François Raffaëlli, Autoportrait, 1893, pointe sèche en 4 couleurs.
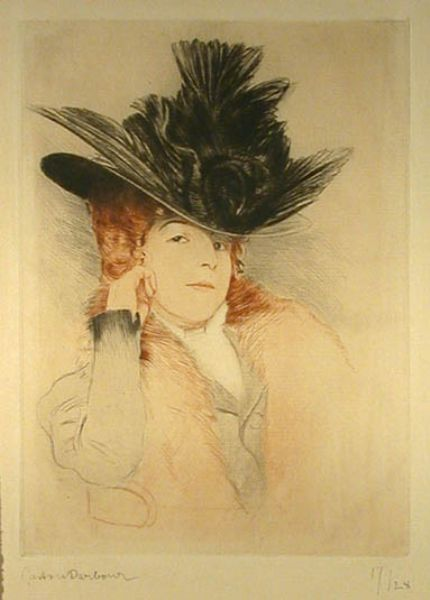
Gaston Darbour, La Dame au chapeau, c. 1910, pointe sèche en couleurs.

## Valeur et appréciation
Les premiers tirages d'une pointe sèche sont les plus recherchés, lorsqu'ils ont conservé toute la fraîcheur de la gravure : ils sont dits « avec toutes leurs barbes ». De fait, la numérotation des tirages est importante dans l'appréciation de la valeur d'une épreuve. 